# The Last Viking
The Last Viking (im Dänischen auch Den Sidste Viking) ist eine Schwarze Komödie von Anders Thomas Jensen. Der Film mit Mads Mikkelsen und Nikolaj Lie Kaas als Brüder in den Hauptrollen soll Ende August 2025 bei den Internationalen Filmfestspielen von Venedig seine Premiere feiern und im weiteren Verlauf des Herbstes 2025 in die dänischen und deutschen Kinos kommen.

## Handlung
Anker wird nach einer 14-jährigen Haftstrafe wegen Raubes aus dem Gefängnis entlassen. Ankers Bruder Manfred ist der Einzige, der weiß, wo das Geld von dem Raubüberfall ist. Manfreds Kindheitstrauma hat ihn in ein Alter Ego fliehen lassen, und seine Erinnerungen an den Verbleib des Geldes sind verschwommen. Gemeinsam begeben sich die Brüder zurück in ihre Heimatstadt und auf die Suche nach dem Geld.

## Produktion

### Filmstab, Besetzung und Dreharbeiten
Regie führte Anders Thomas Jensen, der auch das Drehbuch schrieb.
Nikolaj Lie Kaas spielt den gerade aus der Haft entlassenen Anker und Mads Mikkelsen seinen Bruder Manfred. Beide Schauspieler haben in bislang allen Filmen von Thomas Jensen mitgewirkt, Mikkelsen zuletzt in Helden der Wahrscheinlichkeit. In weiteren Rollen sind Sofie Gråbøl als Margrethe, Lars Brygmann als Lothar, Søren Malling als Werner, Kardo Razzazi als Hamdan und Nicolas Bro als Flemming zu sehen. Das Casting übernahm Djamila Hansen.
Die Dreharbeiten fanden in der Nähe von Göteborg statt. In dem Ort Tollered in der Gemeinde Lerum in der Provinz Västra Götaland hatte die Filmcrew eigens im Wald ein Haus gebaut. Der dänische Kameramann Sebastian Blenkov war zuletzt für die Filme The Kindness of Strangers und Die Täuschung tätig. Thomas Jensen arbeitete mit ihm bereits für seine Filme Dänische Delikatessen, Adams Äpfel und Men & Chicken zusammen.

### Filmmusik und Veröffentlichung
Mit Filmkomponist Jeppe Kaas arbeitete der Regisseur ebenfalls bereits für Helden der Wahrscheinlichkeit zusammen.
Im Mai 2025 stellte TrustNordisk The Last Viking während der Internationalen Filmfestspiele von Cannes beim Marché du film vor.
Die Premiere von Jensens Regiearbeit ist am 30. August 2025 bei den Internationalen Filmfestspielen von Venedig geplant.
Im Herbst 2025 soll der Film in die dänischen Kinos kommen. Im September 2025 wird The Last Viking beim Toronto International Film Festival vorgestellt. Der Kinostart in Deutschland ist am 20. November 2025 geplant.